# Australische kakkerlak
De Australische kakkerlak (Periplaneta australasiae) is een insect uit de orde van de kakkerlakken (Blattodea) en de familie Blattidae.

## Kenmerken
De Australische kakkerlak heeft een lichaamslengte van 23 tot 30 millimeter. Hij is donker roodbruin van kleur. Het halsschild heeft een lichte scherp afgetekende rand.

## Verspreiding en leefgebied
De Australische kakkerlak komt van oorsprong voor in de tropen.